# Peter Cosgrove

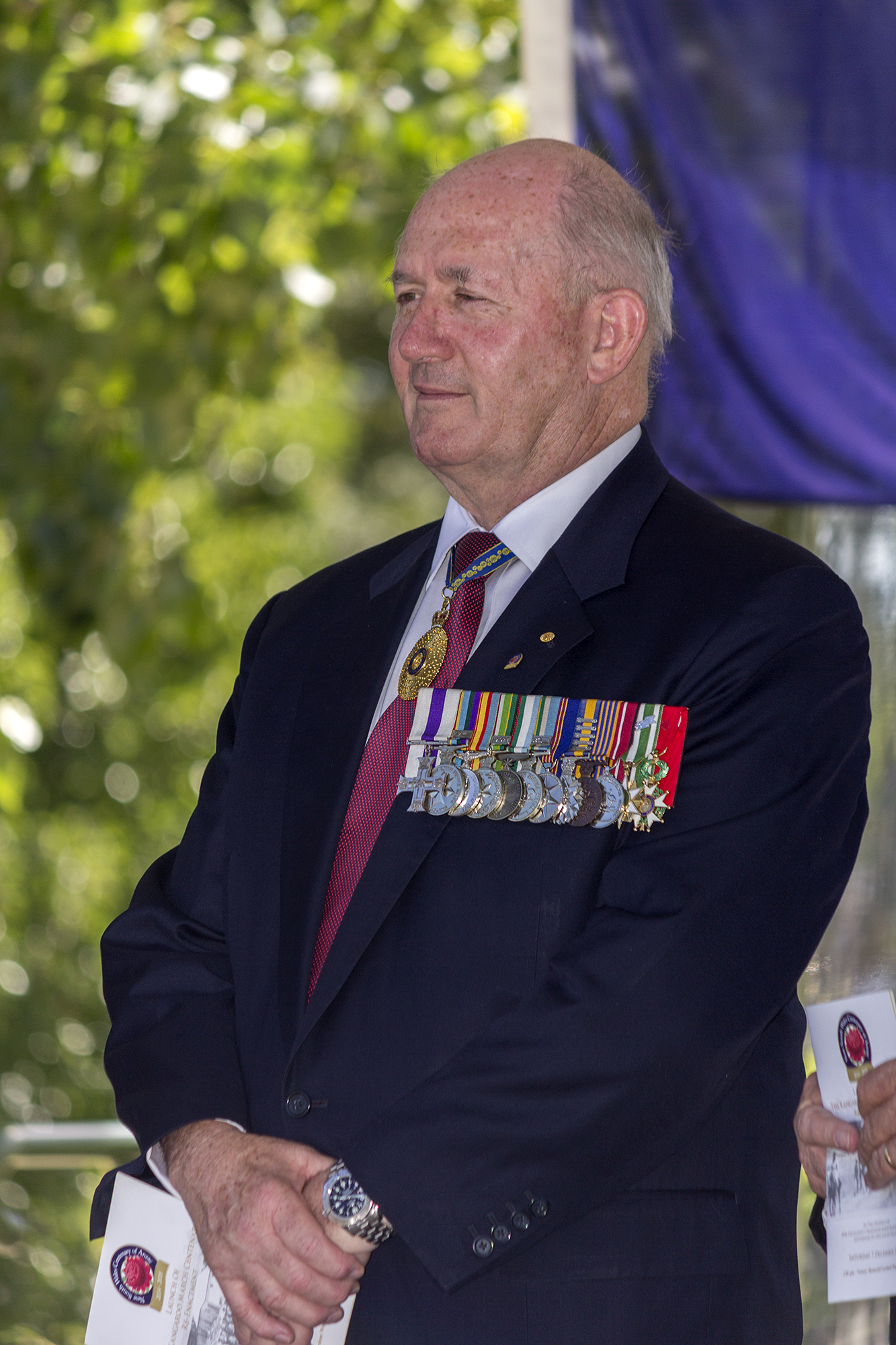
Peter Cosgrove v roce 2014

Sir Peter Cosgrove, AK, MC (* 28. července 1947, Sydney, Austrálie) byl v letech 1965 až 2005 generál australské armády a v letech 2014 až 2019 26. generálním guvernérem Austrálie.
Peter Cosgrove je absolventem Royal Military College v Duntroonu. Byl účastníkem války ve Vietnamu a INTERFETu (Východní Timor).

## Vyznamenání
| Stát                   | Stuha                                                            | Název                                                      | Datum udělení                                                                          | Poznámka |
| ---------------------- | ---------------------------------------------------------------- | ---------------------------------------------------------- | -------------------------------------------------------------------------------------- | --- |
| Argentina              |                                                                  | velkokříž s řetězem Řádu osvoboditele generála San Martína | 2016, 9. srpna                                                                         | |
| Austrálie              |                                                                  | Rytíř Řádu Austrálie (civilní divize)                      | 2014, 28. března                                                                       | ex officio |
| Austrálie              |                                                                  | Společník Řádu Austrálie (vojenská divize)                 | 2000, 25. března                                                                       | za vynikající službu v Australských obranných silách jako velitel Mezinárodních sil ve Východním Timoru                                             |
| Austrálie              | Člen Řádu Austrálie (vojenská divize)                            | 1985, 26. ledna                                            | vyznamenání za službu jako velící důstojník 1. praporu, Královského australského pluku | |
| Austrálie              | Australská medaile za obranu                                     |                                                            |                                                                                        | |
| Austrálie              |                                                                  | Národní medaile                                            | 1980, 16. října                                                                        | za dlouholetou a oddanou službu komunitě za nebezpečných okolností, dokonce i v době nouze a národní katastrofy, za přímou ochranu života a majetku |
| Austrálie              | Medaile za službu v obranných silách s federální hvězdou         |                                                            |                                                                                        | |
| Austrálie              |                                                                  | Medaile 100. výročí federace                               | 2001, 1. ledna                                                                         | za službu australské společnosti jako velitel obranných sil                                                                                         |
| Austrálie              | Australská medaile za službu 1945–1975                           |                                                            |                                                                                        | |
| Austrálie              | Medaile mezinárodních sil ve Východním Timoru                    |                                                            |                                                                                        | |
| Austrálie              | Medaile za aktivní službu se sponou Východní Timor               |                                                            |                                                                                        | |
| Austrálie              | Medaile za Vietnam                                               |                                                            |                                                                                        | |
| Austrálie              | Australská medaile za aktivní službu 1945–1975 se sponou Vietnam |                                                            |                                                                                        | |
| Francie                |                                                                  | Důstojník Řádu čestné legie                                |                                                                                        | |
| Jižní Korea            |                                                                  | Řád za zásluhy o národní bezpečnost I. třídy               | 2004, 7. září                                                                          | |
| Nový Zéland            |                                                                  | Společník Řádu za zásluhy Nového Zélandu                   | 2000, 5. června                                                                        | |
| Portugalsko            |                                                                  | Velkokříž Řádu svobody                                     | 2018, 5. července                                                                      | |
| Portugalsko            |                                                                  | Velkokříž Řádu prince Jindřícha                            | 2002, 5. dubna                                                                         | |
| Singapur               |                                                                  | Řád za vynikající službu                                   |                                                                                        | |
| Spojené království     |                                                                  | Rytíř Nejctihodnějšího řádu svatého Jana Jeruzalémského    | 2014, 28. března                                                                       | ex officio |
| Spojené království     |                                                                  | Vojenský kříž                                              | 1971, 12. února                                                                        | |
| Spojené státy americké |                                                                  | Komandér Legion of Merit                                   |                                                                                        | |
| Tonga                  |                                                                  | Rytíř velkokříže Řádu koruny Tongy                         | 2015, 3. července                                                                      | |
| Vatikán                |                                                                  | Rytíř velkokříže Řádu svatého Řehoře Velikého              | 2013, 7. února                                                                         | |
| Vietnamská republika   |                                                                  | Medaile za tažení ve Vietnamu                              |                                                                                        | |
| Východní Timor         |                                                                  | Velkokříž s řetězem Řádu Východního Timoru                 | 2009, 30. srpna                                                                        | |